# Glazba u 2017.
◄◄ | ◄ | 2014. | 2015. | 2016. | 2017.  | 2018. | 2019. | 2020. | ► | ►►
Arhitektura • Astronautika • Astronomija • Biologija • Film • Fotografija • Glazba • Kazalište • Kemija • Kiparstvo • Knjige • Književnost • Kršćanstvo • Meteorologija • Medicina • Planinarstvo • Politika • Pravo • Promet • Slikarstvo • Strip • Šport • Televizija • Znanost • Zrakoplovstvo • Željeznički promet
Glazba u 2017.

## Svijet

### Glazbena djela
- Albumi iz 2017.

### Nagrade i priznanja
- Pjesma Eurovizije:

### Smrti
- 6. kolovoza – Remi Kazinoti, hrvatski glazbenik, glazbeni aranžer i producent, tekstopisac i skladatelj
- 11. prosinca – Tigran Kalebota, hrvatski glazbenik, bubnjar Psihomodo popa[1]

## Vanjske poveznice
|  | Zajednički poslužitelj ima još gradiva o temi Glazba u 2017. |